# Abraham von Dohna
Abraham von Dohna (ur. 11 grudnia 1561, zm. 1 maja 1613 we Wrocławiu) – władca sycowskiego wolnego państwa stanowego od 1592.

## Rodzina i pochodzenie
Pochodził z pruskiego rodu von Dohna, osiadłego na Śląsku w XIII w. Był synem Abrahama von Dohna seniora, który był starostą głogowskim. W 1587 r. poślubił Eleonorę von Saurma-Jeltsch.

## Kariera polityczna
Był aktywny politycznie. Wcześnie rozpoczął karierę na dworze cesarskim, uczestnicząc w licznych misjach dyplomatycznych na terenie Polski i Rosji, gdzie zabiegał o pogodzenie obu zwaśnionych państw w obliczu zagrożenia ze strony Imperium Osmańskiego oraz do Hiszpanii. W 1596 r. został mianowany wójtem krajowym Łużyc Górnych.

## Wolny pan stanowy Sycowa
Ożenek z bogatą Eleonorą von Saurma-Jeltsch zapewnił mu znaczne fundusze na zakup w 1592 r. sycowskiego wolnego państwa stanowego od zadłużonego Jerzego Wilhelma von Braun.
Poprzez utratę na rzecz księstwa oleśnickiego udało mu się zakończyć wieloletni spór o Międzybórz i okolice. W latach 1604––1605 za kwotę 50 tys. talarów nabył majątek Goszcz. Uregulował kwestie dziedziczenia w sycowskim wolnym państwie stanowym po swojej śmierci poprzez ustanowienie zasady primogenitury, która została zatwierdzona przez cesarza Rudolfa II w 1600 r.
W 1594 r. rozpoczął budowę nowego zamku w Sycowie razem z parkiem, który zastąpił dotychczasowy zamek, który częściowo znajdował się w ruinie po oblężeniu za panowania Joachima von Maltzana. Ukończono ją w 1608 r.

### Sprawy religijne
W 1592 r. wydał przywilej gwarantujący na terenie swojego państwa wolność religijną i uprawnienie dla protestantów. Chociaż wychował się w duchu protestantyzmu wyraźnie sprzyjał katolikom, odbierając w 1601 r. sycowskim protestantom kościół św. Piotra i Pawła, pozostawiając w ich rękach mniejszy kościół pw. św. Michała.

### Sprawy gospodarcze i poszerzenie granic władztwa
Podczas rządów wykazał się dużą dbałością o zarządzanie swoimi dobrami. W 1592 r. dokupił Dziadową Kłodę, a cztery lata później przyłączył dwie części Trębaczowa, sprzedając przy okazji Komorów. Od miasta Sycowa odkupił prawo wyszynku piwa i wina oraz kilka stawów rybnych. Na terenie swoich włości zakładał nowe folwarki oraz bażanciarnię. Zarządził uprawę winorośli, chmielu, owoców i warzyw. Rozwijała się gospodarka leśna i rybno-stawowa.

## Ostatnie lata życia i śmierć
Pod koniec życia z powodu rozwijającego się artretyzmu zrezygnował z urzędu wójta Górnych Łużyc (1612). Niedługo potem, 1 maja 1613 r. zmarł we Wrocławiu, zaś jego ciało zostało przewiezione do Sycowa, gdzie został pochowany 28 czerwca w zbudowanej na jego prośbę nowej krypcie rodzinnej, która powstała pod północną kaplicą boczną kościoła parafialnego św. Piotra i św. Pawła.